# Eytan Stibbe
Eytan Stibbe (Haifa, 12 gennaio 1958) è un imprenditore e astronauta israeliano, ex pilota di caccia che ha partecipato come turista spaziale alla missione Axiom Mission 1 di 17 giorni a bordo della Stazione spaziale internazionale tra l'8 e il 25 aprile 2022.

## Biografia
Stibbe è nato ad Haifa, in Israele, nel 1958 ed è cresciuto negli Stati Uniti fino all'età di 7 anni, quando la famiglia è tornata a Ramat Gan, un sobborgo di Tel Aviv. I suoi genitori emigrarono dai Paesi Bassi in Israele nel 1953. Suo padre era un ricercatore su suolo e acqua presso il Volcani Institute di Rehovot e sua madre un'assistente sociale presso una clinica di salute mentale sempre a Ramat Gan. Stibbe ha studiato alla Blich High School a Ramat Gan ed è stato attivo nel movimento degli scout israeliani (Tzofim).

## Carriera militare

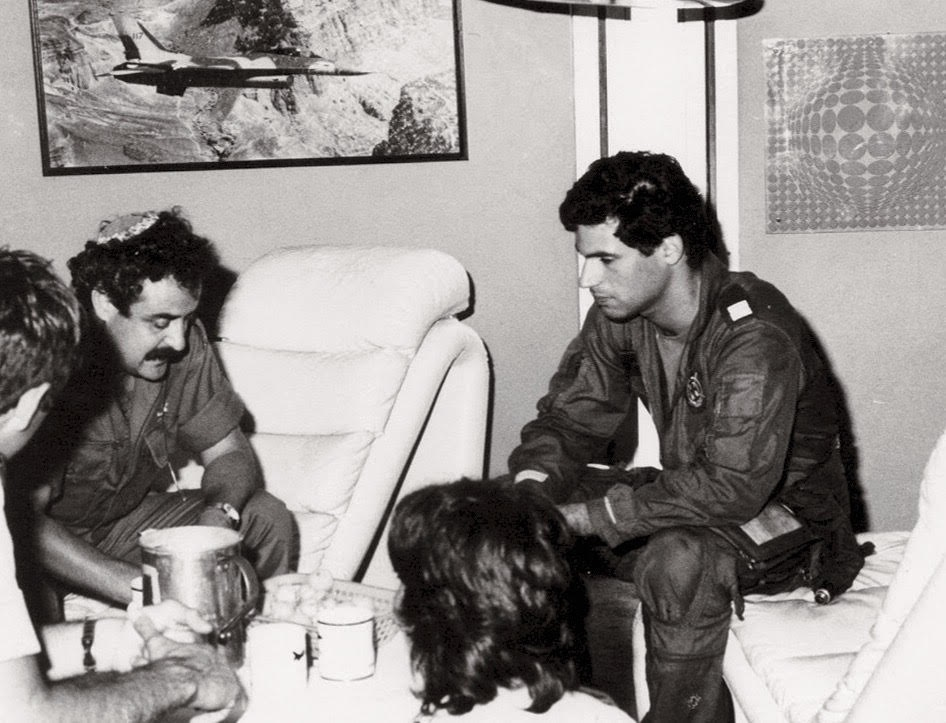
Stibbe (destra) durante il servizio militare

Nel luglio 1976, Stibbe iniziò il corso di addestramento per piloti di caccia dell'aeronautica israeliana. Inizialmente prestò servizio come pilota Skyhawk negli Squadroni 102 e 140, poi passò allo Squadrone 201 (Phantoms) e diventò un pilota di F-16 nello Squadrone 117 sotto il comando del colonnello Ilan Ramon, che in seguito fu il primo israeliano a volare nello spazio a bordo dell'STS-107. Ha completato il servizio militare nel 1984 e ha continuato a prestare servizio come riservista nello Squadrone 117 fino al 2012. Ha raggiunto il grado di colonnello.

## Carriera aziendale
Nel 1984, dopo il servizio militare, Stibbe si unì a un team di consulenti della Israel Aircraft Industries che stava lavorando allo sviluppo di sistemi per il Lavi.  Nel 1985 è stato tra i fondatori del Gruppo LR, che ha realizzato progetti e infrastrutture nei paesi in via di sviluppo. Nel 2011 ha lasciato LR e ha venduto la sua quota della società (33%). Nel 2012 ha acquisito il 35% di Mitrelli, una società di ingegneria, approvvigionamento e costruzioni (ECP) i cui campi di attività erano simili a quelli di LR. Nel 2018 Stibbe ha lasciato Mitrelli e ha venduto tutte le sue azioni della società. 
Stibbe ha fondato il Vital Capital Fund nel 2010, la società investe in imprese il cui obiettivo è migliorare il benessere economico, personale e sociale delle comunità a basso e medio reddito. La strategia di investimento del fondo consiste nell'investire in società la cui intenzione è quella di generare un impatto sociale e ambientale positivo e misurabile insieme a un rendimento finanziario competitivo.
È membro del comitato consultivo di Bridges Israel, un fondo di investimento a impatto che investe in imprese israeliane. Stibbe è partner di HarTech, che sviluppa sistemi di simulazione; LISOD, Ospedale di Oncologia Israeliana in Ucraina; Pangea Therapeutics, una società di assistenza sanitaria digitale che sviluppa farmaci e trattamenti antitumorali altamente personalizzati basati sulla genomica computazionale; e Proprep, una società di tutorial STEM online.

## Volo spaziale
L'8 aprile 2022, Stibbe è decollato per la Stazione Spaziale Internazionale (ISS) da Cape Canaveral come turista spaziale. Stibbe è il 583° viaggiatore spaziale al mondo. È diventato il secondo israeliano nello spazio, dopo Ilan Ramon, morto a bordo del Columbia mentre tornava dallo spazio. Stibbe ha descritto il suo turismo spaziale come la missione "Rakia (משימת רקיע)", che era il titolo del libro pubblicato con i frammenti del diario del suo ultimo comandante, sopravvissuto al rientro. Ha volato verso la ISS a bordo di SpaceX Axiom Space-1, pagando di tasca propria il biglietto per il viaggio. Stibbe ha accompagnato e dimostrato molte tecnologie israeliane durante questa missione insieme ad AstroRad, un giubbotto protettivo dalle radiazioni di StemRad.